# Омега-3 мастни киселини
Омега-3 мастните киселини се смятат за есенциални мастни киселини, което означава, че те не могат да бъдат синтезирани от човешкото тяло, но са от жизненоважно значение за нормалния метаболизъм.
Добри източници на омега-3 мастни киселини са рибата, растението градински чай, асаи, водораслите. Могат да се открият също в лененото масло, тученицата (Portulaca oleracea), орехите, спанака и масло от рапица.